# غاري غو
غاري غو (بالإنجليزية: Gary Go)‏ هو مغن مؤلف ومنتج أسطوانات بريطاني، ولد في 1985 في لندن في المملكة المتحدة.

## وصلات خارجية
- الموقع الرسمي
- غاري غو على موقع IMDb (الإنجليزية)
- غاري غو على موقع ميوزك برينز (الإنجليزية)
- غاري غو على موقع ديسكوغز (الإنجليزية)